# Малоекатериновка
Малоекатериновка — хутор в Матвеево-Курганском районе Ростовской области.
Входит в состав Екатериновского сельского поселения.поселение русских немцев репортированных в июле 1941 в новосибирскую область город Сузун.

## География

### Улицы
- ул. Молодёжная,
- ул. Центральная,
- пер. Почтовый,
- пер. Ягодный.

## История
Евангельско-лютеранское немецкое село Клейн-Екатериновка основано в 1892 г. Двумя годами ранее в областное по крестьянским делам присутствие поступает к руководству указ правления Области войска Донского о «правильном образовании в Таганрогском и Ростовском округах немецких колоний и об установлении сельской полицейской власти». В документе отмечалось, что «все эти поселения устраивались по усмотрению владельцев без разрешения начальства», что «планов для этих колоний никем не составлялось».
Вероятно, немцы из центральных и поволжских губерний переселялись самопроизвольно, что вызвало недовольство войскового атамана: в 1887 году он потребовал от областного правления разобраться «с чьего разрешения и когда образовались эти колонии, кто дозволил немцам-поселенцам наименовать свои поселения на немецкий лад».
В 1890 году посредством указа «областное правление находит необходимым подчинить их к общему порядку управления с присвоением всем поселениям русских названий…». Далее было ещё раз подчеркнуто: «…поселениям и отдельным дачам присвоить русские наименования».
После этого была развёрнута широкомасштабная работа: вначале по сбору сведений о колонистских поселениях, их названиях, местоположении и происхождении, а затем уже рассматривались вопросы об административном подчинении и присвоении новых названий. Список немецких колоний был составлен только 28 ноября 1902 года. В Екатериновской волости Клейн-Екатериновка была переименована в Мало-Екатериновку. Однако вплоть до начала Первой мировой войны колонии по-прежнему имели немецкие названия. В начале войны царское правительство объявило борьбу с немецкими названиями: так, прежде всего столица империи город Санкт-Петербург был переименован в Петроград. Поселенцы немецких колоний объявлялись представителями враждебной России нации, их лишали прав на владение землей и недвижимостью.
Вплоть до Великой Отечественной войны на территории села Мало-Екатериновка Екатериновского сельского совета располагался колхоз имени Тельмана. После освобождения села от немецких войск в 1943 году был образован совхоз имени Тельмана.

## Население
| 2010 |
| ---- |
| 405  |